# 19-es busz (Győr)
A győri 19-es jelzésű autóbusz a Révai Miklós utca - Adyváros - Széchenyi István Egyetem útvonalon közlekedik, ellentétes irányban pedig 9-es számmal. A vonalat a Volánbusz üzemelteti.

## Története
2022. április 9. előtt a járatok a Zechmeister utca és Sziget felé érték el a Széchenyi István Egyetemet.
2022. április 9-től a megszűnt CITY busz pótlása érdekében a buszok a Városrét és a Dunakapu tér érintésével közlekednek. Egyes járatok meghosszabbításra kerültek az Egyetemi Csarnok, Mobilis megállóhelyig. Az üzemidő kibővítésre került szombat délelőttre is.

## Közlekedése
Tanítási napokon csúcsidőben 20 percenként, csúcsidőn kívül 30 percenként közlekedik, míg tanszüneti munkanapokon, valamint szombaton délelőtt óránként. Hétvégén a Virágpiacról induló 19A járat pótolja. Ellenkező irányban a 9-es busszal lehet utazni a Széchenyi István Egyetem - Adyváros - Szent István út, Iparkamara útvonalon.

## Útvonala
| Révai Miklós utca → Adyváros → Mészáros Lőrinc utca → Belváros → Városrét → Dunakapu tér → Széchenyi István Egyetem | Révai Miklós utca → Adyváros → Mészáros Lőrinc utca → Belváros → Városrét → Dunakapu tér → Széchenyi István Egyetem |
| --- | --- |
| Révai Miklós utca – Révai Miklós utca – Városház tér – Szent István út – Baross Gábor híd – Baross Gábor út – Wesselényi utca – Bartók Béla út – Szigethy Attila út – Kodály Zoltán utca – Ifjúság körút – Szigethy Attila út – Fehérvári út – Mészáros Lőrinc utca – Mester utca – Tihanyi Árpád út – Eszperantó út – Bartók Béla út – Hunyadi utca – Baross Gábor híd – Szent István út – Teleki László utca – Pálffy utca – Schwarzenberg utca – Vas Gereben utca – Móricz Zsigmond rakpart – Móricz Zsigmond alsórakpart – Kossuth híd – Rónay Jácint utca – Hédervári út – Széchenyi István Egyetem | |

## Megállóhelyei
Az átszállási kapcsolatok között a 9-es, 9A, 19A és 29-es buszok nincsenek feltüntetve.
| 0  | 0  | Révai Miklós utca                              | | Győr Helyi autóbusz-állomás, Bisinger József park |
| 1  | 1  | Városháza                                      | 1, 1A, 2, 2B, 5, 5B, 5R, 6, 7, 8, 8Y, 11, 12, 12A, 12Y, 13, 13B, 14, 14A, 14B, 15, 15A, 17, 17B, 18, 21, 21B, 22, 22A, 22B, 22Y, 30, 30A, 30B, 30Y, 31, 31A, 37, 38, 38A Távolsági járatok S10 G10 , IC, InterRégió, EC, EN, ER, gyorsvonat, expresszvonat, | Győr Városháza, Honvéd liget, Révai Miklós Gimnázium, Megyeháza, Győri Törvényszék, Büntetés-végrehajtási Intézet, Richter János Hangverseny- és Konferenciaterem, Zenés szökőkút, Kormányablak                                            |
| 3  | 3  | Roosevelt utca (Bartók-emlékmű)                | 5, 5B, 5R, 6, 7, 17, 17B, 21, 21B, 38, 38A | Bartók Művészeti Bázisóvoda, Gárdonyi Géza Általános Iskola |
| 4  | 4  | Bartók Béla út, vásárcsarnok                   | 5, 5B, 5R, 6, 7, 21, 21B, 38, 38A | Vásárcsarnok, Dr. Kovács Pál Könyvtár és Közösségi Tér, Vármegyei Rendőr-főkapitányság, Mosolyvár Óvoda |
| 6  | 6  | Szigethy Attila út, könyvtár                   | 7, 17, 17B, 20Y, 38, 38A | Dr. Kovács Pál Könyvtár és Közösségi Tér, Kossuth Zsuzsanna Leánykollégium, Vásárcsarnok, Győr-Moson-Sopron Vármegyei Rendőr-főkapitányság                                                                                                 |
| 7  | 7  | Szigethy Attila út, Kodály Zoltán utca         | 7, 15, 17, 17B, 20Y, 27 | Szivárvány Óvoda, Szabóky Adolf Szakiskola |
| 8  | 8  | Kodály Zoltán utca, Földes Gábor utca          | 7, 13, 13B, 14, 14A, 14B, 17, 17B, 20, 24, 25, 28, 41 | Fekete István Általános Iskola, Kassák Lajos úti Bölcsőde, Vuk Óvoda, Kuopio park |
| 9  | 9  | Kodály Zoltán utca, gyógyszertár               | 7, 17, 17B, 20, 24, 28, 41 | Kuopio park, Fekete István Általános Iskola, Móra Ferenc Általános Iskola |
| 11 | 10 | Ifjúság körút, Kodály Zoltán utca              | 7, 17, 17B, 20, 23, 23A, 24, 28, 41 | Adyvárosi tó |
| 12 | 11 | Ifjúság körút 49.                              | 23, 23A | Szivárvány Óvoda |
| 13 | 12 | Ifjúság körút, Földes Gábor utca               | 23, 23A | Móra Ferenc Általános Iskola |
| 14 | 13 | Szigethy Attila út, Fehérvári út               | 13, 13B, 14, 14A, 14B, 15, 20, 20Y, 23, 23A, 24, 25, 27, 28, 41 | Adyvárosi sportcentrum, Barátság park |
| 15 | 14 | Fehérvári út, Ipar utca                        | 7, 17, 17B | Adyvárosi sportcentrum |
| 17 | 15 | Otthon utca (Graboplast)                       | 7, 17, 17B | Graboplast Zrt. |
| 18 | 16 | Mészáros Lőrinc utca, kollégium                | | Széchenyi István Egyetem Külső Kollégium |
| 20 | 18 | Mester utca                                    | | |
| 21 | 19 | Malom liget                                    | 11, 11Y, 15, 16, 27, 32, 34, 36, 37 | Malom liget |
| 22 | 20 | Nádor aluljáró                                 | 16, 37 | Deák Ferenc Közgazdasági Technikum |
| 24 | 21 | Bartók Béla út, munkaügyi központ              | 1, 1A, 1B, 2, 2B, 37 | Helyközi autóbusz-állomás, Munkaügyi központ, Leier City Center |
| 26 | 23 | Baross Gábor híd, belvárosi hídfő Városközpont | 1, 1A, 2, 2B, 5, 5B, 5R, 6, 7, 8, 8Y, 11, 12, 12A, 12Y, 13, 13B, 14, 14A, 14B, 15, 15A, 17, 17B, 18, 21, 21B, 22, 22A, 22B, 22Y, 30, 30A, 30B, 30Y, 31, 31A, 37, 38, 38A Távolsági járatok S10 G10 , IC, InterRégió, EC, EN, ER, gyorsvonat, expresszvonat, | Győr Városháza, Honvéd liget, Révai Miklós Gimnázium, Megyeháza, Győri Törvényszék, Büntetés-végrehajtási Intézet, Richter János Hangverseny- és Konferenciaterem, Vízügyi Igazgatóság, Zenés szökőkút, Bisinger József park, Kormányablak |
| 28 | 24 | Teleki László utca, színház                    | 11Y | Győri Nemzeti Színház |
| 29 | 25 | Schwarzenberg utca                             | 11Y | Árkád, Batthyány tér, Széchenyi István Egyetem Apáczai Csere János Kar, Mentőállomás, Kályhatörténeti Múzeum |
| 30 | 26 | Vas Gereben utca                               | 6 | Árkád |
| 32 | 27 | Dunapart Rezidencia                            | 6 | Dunapart Rezidencia, Prohászka Ottokár Orsolyita Gimnázium, Általános Iskola és Óvoda, Türr István úti Bölcsőde, Richter János Zeneművészeti Szakgimnázium, Országos Mérésügyi Hivatal                                                     |
| 33 | 28 | Dunakapu tér                                   | 6 | Kossuth híd, Káptalandomb, Győri Hittudományi Főiskola, Püspöki Székesegyház, Püspökvár-Toronykilátó, Dunakapu tér |
| 34 | 29 | Rónay Jácint utca                              | 6 | Tulipános Általános Iskola, Bóbita Óvoda |
| 35 | 30 | Széchenyi István Egyetem                       | 2B, 6, 11, 12Y | Széchenyi István Egyetem, Hédervári úti Óvoda, Szentháromság templom |
| 37 | 32 | Egyetemi Csarnok, Mobilis                      | | Mobilis Interaktív Kiállítási Központ, Győr Városi Egyetemi Csarnok, Széchenyi István Egyetem |

1. ↑  Csúcsidőszakon kívül a menetidő rövidebb.
2. ↑  Egyes járatok az Egyetemi Csarnok, Mobilis megállóig közlekednek.